# Закужево
Закужево (пол. Zakurzewo, нім. Sackrau) — село в Польщі, у гміні Ґрудзьондз Ґрудзьондзького повіту Куявсько-Поморського воєводства.
Населення — 231 особа (2011).
У 1975-1998 роках село належало до Торунського воєводства.

## Демографія
Демографічна структура станом на 31 березня 2011 року:
|          | Загалом | Допрацездатний вік | Працездатний вік | Постпрацездатний вік |
| -------- | ------- | ------------------ | ---------------- | -------------------- |
| Чоловіки | 117     | 30                 | 78               | 9                    |
| Жінки    | 114     | 31                 | 65               | 18                   |
| Разом    | 231     | 61                 | 143              | 27                   |